# (3994) Ayashi
(3994) Ayashi (1988 XF) – planetoida z grupy pasa głównego asteroid okrążająca Słońce w ciągu 4 lat i 118 dni w średniej odległości 2,65 j.a. Została odkryta 2 grudnia 1988 roku.